# Múzická umění

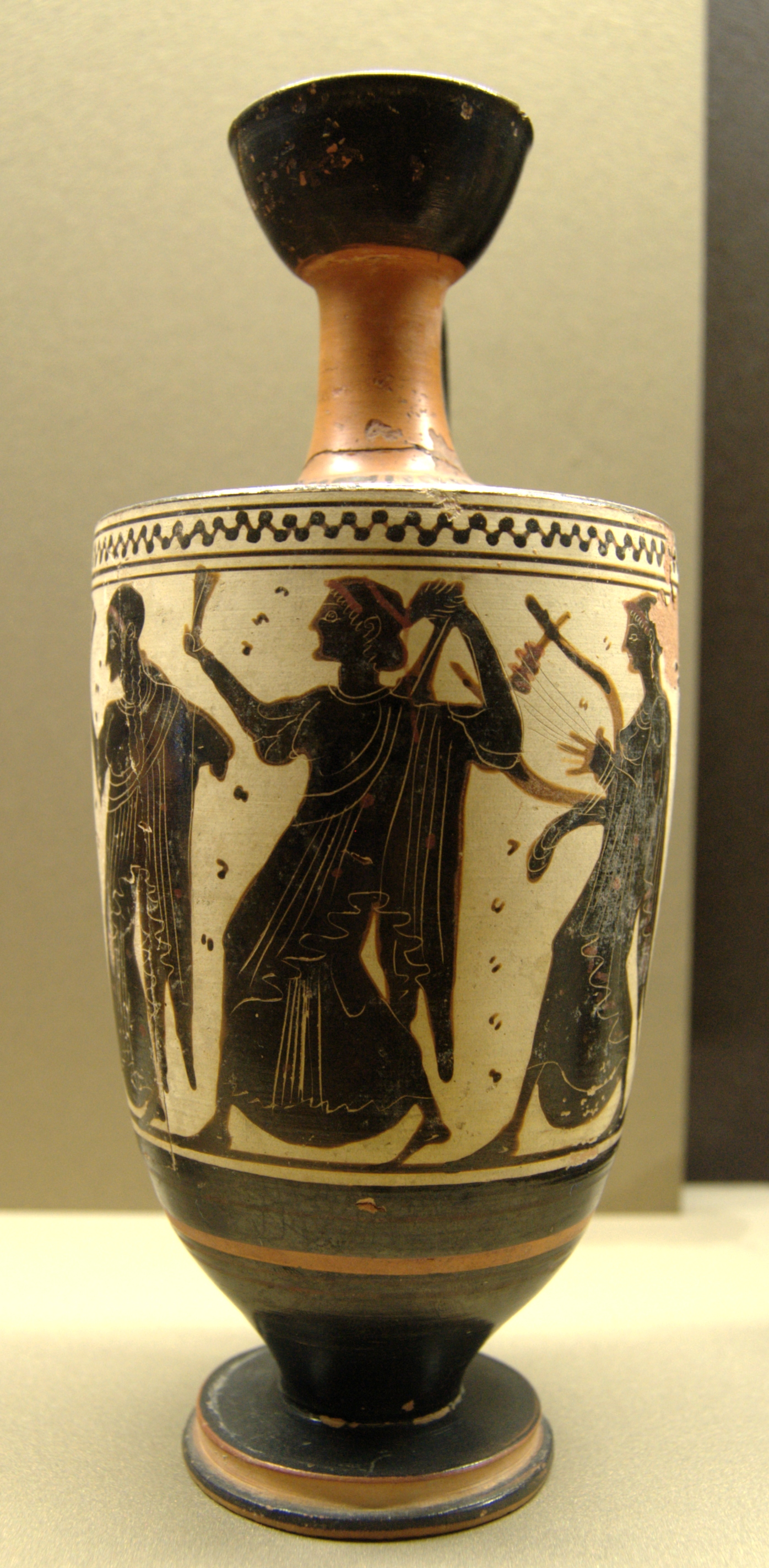
Apollón s múzami (kolem 500 př. n. l., Louvre)

Múzická umění, dnes častěji scénická nebo performativní umění, jsou ty obory umění, při nichž umělci sami vystupují před publikem a používají svůj hlas, pohyby či tělo jako médium. Jsou to například hudba, tanec a divadlo, ve starověku také básnictví.

## Název
Tato umění, která nevytvářejí hmotná díla čili artefakty, měla své vlastní bohyně Múzy, kdežto výtvarná umění se pokládala za řemesla, protože pracovala s hmotným materiálem a vyžadovala tělesnou námahu. Naproti tomu múzická umění lépe odpovídala představě okamžité inspirace, kterou umělci poskytují právě múzy. Proto se na začátku řeckých básní často vzývá „múza“.
Od slova múza se odvozuje jak slovo muzeum (músaion), tak označení hudby v mnoha jazycích (musica, music, atd.) i hovorové české muzika.

## Múzy a jejich umění
Hésiodos uvádí devět múz:
- Kaliopé („s krásným hlasem“)
- Euterpé („obveselující“)
- Erató („láskyplná“)
- Thaleia („sváteční, kvetoucí“)
- Melpomené („zpívající“)
- Terpsychoré („tančící v kruhu“)
- Kleió („oslavující“)
- Úrania („nebeská“)
- Polyhymnia („mnohozpěvná“). [2]

V jiných pramenech se ale uvádějí tři, čtyři nebo sedm múz s různými jmény. Teprve Pausanias přisoudil jednotlivým múzám různé druhy umění.